# 김필곤
김필곤(金泌坤 , 1963년 ~)은 제53대 대전지방법원장이다.

## 생애
1963년 대구광역시에서 태어나 경북고등학교를 졸업하고 서울대학교 법학과 4학년에 재학 중이던 1984년 12월 제26회 사법시험에 합격했다. 16기 사법연수원을 수료하고 육군 법무관을 전역한 이후 1988년 10월 대구지방법원 경주지원 판사에 임용되어 대구지방법원, 수원지방법원, 서울고등법원, 서울가정법원 등에서 판사를 했다.
2018년 2월 13일에 있은 대전지방법원장 취임식에서 "정의롭고 공정한 재판을 함으로써 국민과 헌법이 우리들에게 부여한 소명을 다하자"고 말했다.

## 경력
- 1984년 제26회 사법시험 합격
- 1987년 제16기 사법연수원 수료
- 1988년 대구지방법원 판사
- 1997년 수원지방법원 판사
- 2000년 서울고등법원 판사
- 2002년 서울가정법원 판사
- 2003년 2월 대구지방법원 부장판사
- 2004년 2월 사법연수원 교수(민사재판실무, 민사집행법, 보전소송, 미국헌법)
- 2007년 2월 서울중앙지방법원 부장판사(국제거래, 형사전담)
- 2010년 2월 서울북부지방법원 수석부장판사
- 2012년 12월 부산고등법원 창원재판부 부장판사
- 2013년 2월 ~ 2018년 2월 서울고등법원 부장판사
- 2018년 2월 대전지방법원 법원장
- 2018년 3월 2일 제26대 대전시선거관리위원회 위원장
- 2020년 2월 ~ 2021년 2월 서울고등법원 부장판사
- 2021년 3월 법무법인 오늘 대표변호사
- 2022년 5월 ~ 중앙선거관리위원회 상임위원

## 주요 판결
- 대구지방법원 형사12부 재판장으로 재직하던 2003년 7월 29일에 대구 지하철 화재 현장을 훼손한 혐의로 불구속 기소된 전 대구지하철공사 사장 윤진태에게 징역 3년 벌금 500만원을 선고하며 법정구속했다.[2]11월 28일에 한총련 중앙위원으로 활동한 계명대 총학생회장에 대해 "11기 한총련은 10기 한총련의 기본노선을 충실히 따르고 있고, 이적단체인 범청학련 남측본부의 집행부를 장악해 범청학련의 기본 대오로 활동하고 있다”며 처음으로 11기 한총련을 이적단체로 규정하면서 "11기 한총련이 범청학련을 통해 북한의 대남 공작부서인 통일전선부의 사실상 지휘·조정을 받아 북한의 적화통일 노선을 수용하고 있고, 북한 쪽과 빈번하게 불법 접촉 및 서신교환을 하면서 하달받은 투쟁지침에 따라 11기 한총련 조국통일위원회의 사업계획을 수립·시행했다"며 국가보안법 이적단체 가입죄 등을 적용해 징역2년6월 자격정지1년 집행유예4년을 선고했다.[3] 2004년 2월 6일에 보궐선거를 앞두고 부하 직원 2명으로부터 "당선되면 잘 봐달라"는 청탁과 함께 2000만원, 아들 축의금으로 1000만원을 받은 박진규 영천시장에 대해 "시장에 당선된 후에 받은 1천만원은 대가성이 인정된다"면서도 2000만원에 대해서는 "범죄 입증이 어렵다"고 하면서 수뢰액이 1천만원이상 5천만원 미만 일 때는 5년이상 징역에 처함에도 불구하고 징역2년6월 집행유예4년 추징금1000만원을 선고했다.[4]

- 서울중앙지방법원 형사항소4부 재판장으로 재직하던 2009년 3월 31일에 모텔에 투숙한 손님들의 자동차 번호판을 나무 판자로 가려줘 자동차관리법 위반으로 즉결심판에 회부되어 벌금 5만원을 선고받았지만 이에 불복해 청구한 정식재판에서 무죄를 선고받은 모텔 종업원에게 항소심에서 "해당 조항에서 처벌에 특별한 제한을 두고 있지 않으므로 처벌 근거 조항에 대해서는 행정형벌의 일반적인 특징에 비추어 판단해야 한다"며 "자동차 관리와 안전을 해칠 수 있는 일반적 위험성이 있는 행위를 모두 처벌 대상으로 해석해야 한다"고 하면서 원심을 깨고 벌금 5만원을 선고했다.[5] 7월 8일에 "지하철에서 장갑을 팔았다 범칙금 스티커를 발부받아야 한다"며 강제연행하려는 서울메트로 질서기동팀 소속 공익근무요원을 폭행한 홍모씨에게 "임의동행을 거부한 피고인을 강제 연행하려 하거나 경찰관이 도착할 때까지 체포한 행위는 공익근무요원의 정당한 직무상 행위로 볼 수 없기 때문에 피고인이 이에 대항해 폭행을 가했다 해도 공무집행방해죄로 처벌할 수 없다"며 벌금 200만원을 선고한 원심을 깨고 무죄를 선고했다.[6] 12월 9일에 비자발급 심사를 부실하게 한 혐의로 기소되어 "일부러 직무를 포기했다고 인정할 증거가 부족하다"는 이유로 1심에서 무죄를 선고받은 중국 주재 한국대사관 전 영사 황모씨에 대해 "중국 현지 한인회의 부탁으로 서류가 보완되지 않은 중국인에게 비자를 발급한 것도 직무유기에 해당한다"고 하면서도 "자의적인 비자 발급으로 불법 체류자가 생긴 만큼 죄질이 나쁘지만 그동안 국가에 헌신해 왔고 나태한 마음으로 범행을 하게 된 점을 참작했다"며 징역 8개월 집행유예 1년을 선고했다.[7] 2010년 2월 11일에 면허정지 기간에 운전을 하다 적발돼 벌금 100만원에 약식 기소되자 청구한 정식재판에서 "무면허 운전을 한 사실이 인정된다"며 벌금 50만원을 선고받은 피고인에게 "무면허 운전은 면허가 없는 것을 알면서도 고의로 차를 몰아야 성립하는데 최씨가 정지처분 통지를 받지 못한 사실이 인정된다"며 "비록 경찰 당국이 통지를 대신하는 공고를 거쳤더라도 그것만으로는 그가 면허 정지 사실을 알았다고 보기에 부족하다”원심을 깨고 무죄를 선고했다.[8]

- 서울고등법원 행정8부 재판장으로 재직하던 2017년 8월 25일에 두차례에 걸쳐 이통사에 통신자료를 요청해 이름·주민번호·이동전화번호·주소·가입일·해지일 등 통신자료를 수집한 서울지방경찰청을 대상으로 제기한 통신자료 요청서에 대한 정보공개거부처분 취소소송 항소심에서 기각을 선고한 원심을 깨고 원고 일부 승소 판결을 했다.[9]